# 木原稔
木原 稔（きはら みのる、1969年〈昭和44年〉8月12日 - ）は、日本の政治家。自由民主党所属の衆議院議員（6期）、自由民主党安全保障調査会長。
防衛大臣（第25代）、内閣総理大臣補佐官（国家安全保障に関する重要政策担当）（第4次安倍第2次改造内閣・菅義偉内閣）、財務副大臣（第3次安倍第2次改造内閣・第3次安倍第3次改造内閣・第4次安倍内閣）、防衛大臣政務官（第2次安倍内閣）、衆議院国土交通委員長、自由民主党憲法改正実現本部幹事長、同「こども・若者」輝く未来実現会議座長、同政務調査会副会長兼事務局長、同国会対策委員会副委員長、同文部科学部会長、同青年局長を歴任した。

## 来歴

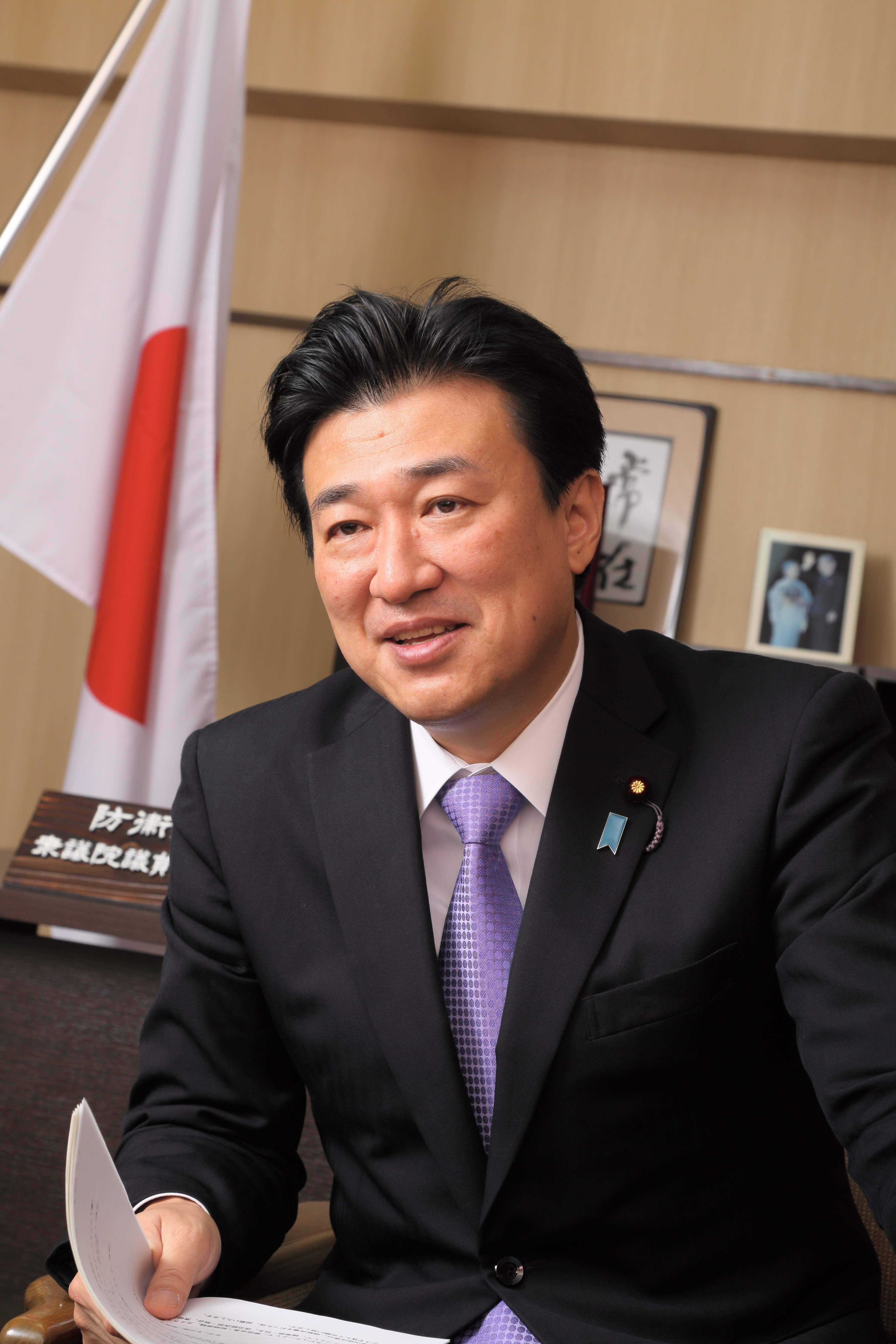
『くまもと経済』平成28年12月号の表紙に使用された写真。

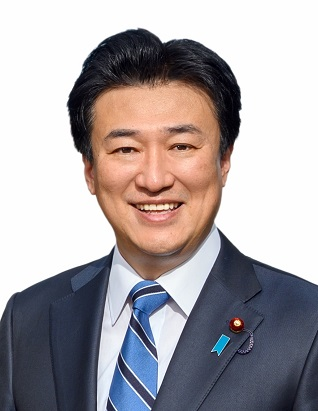
内閣総理大臣補佐官時に公開された肖像写真

熊本県熊本市中央区（出生時は熊本市）に生まれる。熊本市立出水南中学校、熊本県立済々黌高等学校卒業。高校時代、ハンドボール部では主将を務めた。1993年（平成5年）、早稲田大学教育学部国語国文学科卒業、日本航空株式会社入社。
2004年（平成16年）、日本航空を退職。
2005年（平成17年）、自民党かながわ政治大学校第9期修了。自民党選考会で公募者17人の中から熊本1区支部長に選出された。同年9月の第44回衆議院議員総選挙に熊本1区から立候補し、民主党の松野頼久に敗れるが、比例九州ブロックで復活当選した。2007年（平成19年）、平成研究会入会。
2009年（平成21年）、第45回衆議院議員総選挙では松野に敗れ、比例復活ならず落選。2012年（平成24年）、第46回衆議院議員総選挙では、日本維新の会に鞍替えした松野を破り、熊本1区で当選。
2013年（平成25年）、防衛大臣政務官に就任。2014年（平成26年）、自民党青年局長に就任。同年12月の第47回衆議院議員総選挙で3選。
2015年（平成27年）6月25日、自民党所属議員による勉強会「文化芸術懇話会」が設立され、代表に就任した。同年6月27日 - 文化芸術懇話会が開いた会合での報道圧力発言により、自民党青年局長を更迭され、1年間の役職停止処分を受ける。同年10月2日、谷垣禎一幹事長は「反省の情が顕著なため」として役職停止処分を3ヶ月に軽減（9月26日付で失効）した。そして同月23日に自民党文部科学部会長に命じた。
2016年（平成28年）、財務副大臣に就任（在任日数793日は当時の最長記録）。2017年（平成29年）、第48回衆議院議員総選挙で、「農業や建設など約200団体の推薦」を得て 4選。
2018年（平成30年）、自民党国会対策委員会副委員長（農林水産委員会及び科学技術・イノベーション推進特別委員会担当）に就任。
2019年（令和元年）、内閣総理大臣補佐官（国家安全保障に関する重要政策担当）に就任。2021年（令和3年）、自由民主党政務調査会副会長（兼）事務局長に就任。第49回衆議院議員総選挙で5選。
2022年（令和4年）、衆議院国土交通委員長に就任。
2023年（令和5年）9月13日発足の第2次岸田第2次改造内閣で防衛大臣に就任し、初入閣。
2024年（令和6年）9月27日に行われた自民党総裁選挙において、1回目の投票では茂木敏充に投じた。得票数1位の高市早苗と2位の石破茂が進んだ決選投票では高市に投じた。同年10月27日の第50回衆議院議員総選挙で6選。

## 政策・主張
- 2005年5月13日、政治テーマに、「障害者福祉、教育、安全保障」を挙げた[27]。
- 2009年2月14日、政治テーマに、「環境。科学技術を生かした再生」を挙げ[28]、「熊本は農業県としてしっかり支えたい」と語った[28]。
- 2014年12月4日、「身体・知的障害のある弟を持ち、福祉を充実させようと政治家を志した。」と語る[29]。

### 農業
- 2017年10月19日、「大都市部と農漁村部がバランスよく共生し、若者から高齢者まで国の安全と繁栄に貢献する活力ある熊本」を目指すと発言[30]。

### 復興
- 2016年5月14日、「熊本城や阿蘇神社は県民の心の支え。文化財保護の観点も含め、しっかりとした支援を行う必要がある。」と発言[31]。
- 2017年10月19日、財務副大臣として、「熊本の創造的復興を予算面から支援します」と発言[30]。
- 同日、「仮設住宅の入居期限を延長しました。復興弱者に安心を捧げる支援を続けます。」と発言[30]。
- 同日、「インフラ復旧を一歩進めて未来型防災減災都市を実現します。」と発言[30]。

### 経済
- アベノミクスに賛成[32]
- 消費税10%への増税に賛成[33]
- 原子力発電所は日本に必要[34]
- 解雇規制の緩和に反対[34]

### 防衛
- 首相の靖国神社に参拝に賛成[33]
- 安全保障関連法案の成立に賛成[33]
- 憲法改正に賛成。改正すべき項目として、自衛隊の根拠規定や自衛のための軍隊保持、参議院の合区解消、緊急事態条項を挙げた[35]。
- 2017年10月11日、「自衛隊は熊本地震では人命救助などでどれだけ活躍していただいたことか。身をていして国を守っている。自衛隊違憲論に終止符を打つ」と強調した[36]。
- 敵基地攻撃能力の保有に賛成[35]
- 南西諸島の防衛力強化に賛成[35]
- 普天間飛行場の辺野古への移設に賛成[34]
- 日本は核兵器を保有すべきではないが、核共有は検討すべきとしている[34]。

### 家族観
- 「夫婦と複数の子供が揃っているのが家族の基本形」としている[33]
- 選択的夫婦別姓制度の導入に反対[34]
- 同性婚の法制化に反対[35]

## 人物

### 統一教会との関係
- 2012年の衆院選の際に提出された選挙運動費用収支報告書に、統一教会（現・世界平和統一家庭連合）の関連団体「世界平和連合」から10万円の寄付を受けたことが記載されていた[37]。

- 2018年、統一教会の関連団体「天宙平和連合（UPF）」が主催する自転車イベント「ピースロード」の実行委員に就任。以後、2021年まで実行委員を務めた[38][39]。

- 2019年1月26日、木原は、統一教会熊本教区長の永井義行[40]、日韓トンネル推進熊本県民会議の事務局長の佐藤民雄とともに駐福岡大韓民国総領事館を訪問。孫鍾植総領事と、韓国九州の交流増進案について話し合いをした[41][42]。また、その際統一教会の地区幹部と写真を撮っていたことが明らかになっている[43]。木原の国会事務所は「駐福岡韓国総領事の主催による昼食会に招かれ、領事館を表敬したところ、すでにその場に指摘の人物が来ていました」と説明。「統一協会およびその関連団体との関係は持たないとの党による方針に沿って、これらの団体とはすでに関係を絶っております」と述べている[43]。

### その他
- 2014年1月22日、アメリカ軍普天間飛行場の名護市辺野古への移設断念を求めた照屋寛徳ら沖縄県出身・選出議員に対し、移設に反対する稲嶺進が4155票差で当選した1月19日の沖縄県名護市長選挙の結果をあげて「私も政治家なので民意は大事にしなければならないと思っている」とした上で、「永田町の民意で言うと、自民党が多数派で野党は少数派だ。敗れた末松文信さん側も少数派だが、小さな声にも耳を傾けねばならない」「今回の選挙結果は直近の民意だが、同じように選挙で選ばれた仲井眞弘多知事の埋め立て承認も民意の一つだ」と語った。また取材に対して「『永田町の民意』でなく、『国会の民意』だと言った。国会では自民党が多数派で野党が少数派だが、一般論として少数の民意も尊重しなければならないという正しいことを話しただけだ」と述べた[44]。
- 2015年6月23日に行われた沖縄全戦没者追悼式で首相の安倍晋三に怒号が浴びせられたことについて、「主催者は沖縄県である」「たくさんの式典や集会を見ているから分かるが、明らかに動員されていた」「そういったことが式典の異様な雰囲気になった原因ではないか」とし、やじを飛ばしたのは県の動員による参列者であると示唆した[45]。主催した県は「動員などはあり得ない」としている[45]。主催者の一人である県議会議長の喜納昌春は「いくら何でもひどすぎる。ゆゆしき発言で、悲しくなる」「自民党に沖縄のことを何も知らない議員がいることが問題。末期的だ」と木原を批判した[45]。
- 2023年10月15日、長崎県佐世保市で開かれた衆議院長崎4区補欠選挙の自民党候補の集会での演説で「しっかり応援していただくことが自衛隊ならびにそのご家族に対してのご苦労に報いることになる」と支持を訴えた。自衛隊法は「政治的目的のために、政治的行為をしてはならない」と規定しており、自衛隊の政治利用と取られかねない発言[46][47]。松野博一内閣官房長官は16日の記者会見で「自衛隊を含む政府の機関は政治的に中立であり、特定の候補者を応援することはあり得ない」と述べた[48]。同日、木原は記者団に「誤解を生むのであれば撤回したい」と話した[49]。毎日新聞や朝日新聞などは、社説で2017年当時、防衛大臣であった稲田朋美が東京都議選での自民党候補の応援演説で同様に政治的中立性が疑われる発言をしたことを引き合いに出し、問題視した[50][51]。立憲民主党の安住淳国会対策委員長は「自衛隊の政治的中立を侵すものだ」と批判し、「罷免に値する。首相は更迭しなければいけない」と強調した[49]。
- 2024年7月14日、防衛省自衛隊内で特定秘密の不適切な取り扱いで、木原は大臣給与を1カ月分自主返納すると明らかにした[52]。

## 所属団体・議員連盟
- 文化芸術懇話会（代表）
- 日華議員懇談会（事務局長）
- 創生「日本」（事務局長）
- 天皇陛下御即位奉祝国会議員連盟（事務局長）
- 神道政治連盟国会議員懇談会
- 伝統と創造の会
- 北朝鮮に拉致された日本人を早期に救出するために行動する議員連盟

## 選挙歴
| 当落 | 選挙                   | 執行日         | 年齢 | 選挙区      | 政党       | 得票数     | 得票率 | 定数 | 得票順位 /候補者数 | 政党内比例順位 /政党当選者数 |
| ---- | ---------------------- | -------------- | ---- | ----------- | ---------- | ---------- | ------ | ---- | ------------------ | ---------------------------- |
| 比当 | 第44回衆議院議員総選挙 | 2005年09月11日 | 36   | 熊本県第1区 | 自由民主党 | 11万72票   | 46.90% | 21   | 2/3                | 6/9                          |
| 落   | 第45回衆議院議員総選挙 | 2009年08月30日 | 40   | 熊本県第1区 | 自由民主党 | 9万7585票  | 39.47% | 1    | 2/4                | 20/7                         |
| 当   | 第46回衆議院議員総選挙 | 2012年12月16日 | 43   | 熊本県第1区 | 自由民主党 | 9万4368票  | 46.42% | 1    | 1/5                | /                            |
| 当   | 第47回衆議院議員総選挙 | 2014年12月14日 | 45   | 熊本県第1区 | 自由民主党 | 8万7111票  | 49.68% | 1    | 1/3                | /                            |
| 当   | 第48回衆議院議員総選挙 | 2017年10月22日 | 48   | 熊本県第1区 | 自由民主党 | 12万3431票 | 56.15% | 1    | 1/2                | /                            |
| 当   | 第49回衆議院議員総選挙 | 2021年10月31日 | 52   | 熊本県第1区 | 自由民主党 | 13万1371票 | 61.04% | 1    | 1/2                | /                            |
| 当   | 第50回衆議院議員総選挙 | 2024年10月27日 | 55   | 熊本県第1区 | 自由民主党 | 11万68票   | 55.14% | 1    | 1/3                | /                            |